# Rio Bândea
O Rio Bândea é um rio da Romênia afluente do Rio Valea Rea, localizado no distrito de Argeş.